# Pteromicra oldenbergi
Pteromicra oldenbergi är en tvåvingeart som först beskrevs av Friedrich Georg Hendel 1902.  Pteromicra oldenbergi ingår i släktet Pteromicra och familjen kärrflugor. Enligt den finländska rödlistan är arten otillräckligt studerad i Finland. Arten är reproducerande i Sverige. Artens livsmiljö är bäckar. Inga underarter finns listade i Catalogue of Life.